# Puchar Europy w snowboardzie 2024/2025
Puchar Europy w snowboardzie w sezonie 2024/2025 to kolejna edycja tej imprezy. Cykl rozpoczął się 27 listopada 2024 r. w austriackim Pitztal zawodami w snowboardcrossie, natomiast ostatnie zawody sezonu, będące konkursem big air'u kobiet, rozegrane zostały 12 kwietnia 2025 r. w szwajcarskim Corvatsch. 
Łącznie zorganizowano 45 konkursów dla kobiet i mężczyzn.

## Konkurencje
- slalom równoległy (PSL)
- gigant równoległy (PGS)
- snowboardcross (SBX)
- slopestyle (SS)
- big air (BA)
- halfpipe (HP)
- rail event (RE)

Na liście klasyfikacji widnieje również oznaczenie PAR, które nie odzwierciedla bezpośrednio żadnej konkurencji. Jest to zsumowana klasyfikacja PSL i PGS.

## Kalendarz zawodów

### Snowboard alpejski(PSL/PGS)

#### Mężczyźni
| Lp. | Data             | Miejscowość        | Konkurencja | 1. miejsce         | 2. miejsce               | 3. miejsce           |
| --- | ---------------- | ------------------ | ----------- | ------------------ | ------------------------ | -------------------- |
| 1.  | 14 grudnia 2024  | Götschen           | PSL         | Werner Pietsch     | Julian Treffler          | Tommy Rabanser       |
| 2.  | 15 grudnia 2024  | Götschen           | PSL         | Tommy Rabanser     | Werner Pietsch           | Aleksandyr Kraszniak |
| 3.  | 19 grudnia 2024  | Monínec            | PSL         | Joachim Gravogl    | Kaijo Taniguchi          | Werner Pietsch       |
| 4.  | 20 grudnia 2024  | Monínec            | PSL         | Tommy Rabanser     | Lion Hammerschmidt       | Werner Pietsch       |
| 5.  | 10 stycznia 2025 | Folgaria           | PGS         | Tommy Rabanser     | Andrzej Gąsienica-Daniel | Julian Treffler      |
| 6.  | 11 stycznia 2025 | Folgaria           | PGS         | Max Kühnhauser     | Joachim Gravogl          | Kaijo Taniguchi      |
| 7.  | 21 stycznia 2025 | Bansko             | PGS         | Yannik Angenend    | Christoph Karner         | Arnaud Gaudet        |
| 8.  | 22 stycznia 2025 | Bansko             | PGS         | Arnaud Gaudet      | Christoph Karner         | Ole-Mikkel Prantl    |
| 9.  | 25 stycznia 2025 | Simonhöhe          | PGS         | Tommy Rabanser     | Samuel Vojtasek          | Julian Treffler      |
| 10. | 26 stycznia 2025 | Simonhöhe          | PGS         | Cho Wan-hee        | Tommy Rabanser           | Kryštof Minárik      |
| 11. | 1 lutego 2025    | Ratschings         | PSL         | Stefan Baumeister  | Ryusuke Shinohara        | Ben Heldman          |
| 12. | 2 lutego 2025    | Ratschings         | PSL         | Stefan Baumeister  | Ryusuke Shinohara        | Tommy Rabanser       |
| 13. | 8 marca 2025     | Montafon/Gargellen | PGS         | Arnaud Gaudet      | Fabian Obmann            | Christoph Karner     |
| 14. | 9 marca 2025     | Montafon/Gargellen | PSL         | Matthäus Pink      | Dominik Burgstaller      | Arvid Auner          |
| 15. | 15 marca 2025    | Davos              | PSL         | Kristijan Georgiew | Mychajło Charuk          | Tommy Rabanser       |
| 16. | 16 marca 2025    | Davos              | PSL         | Tommy Rabanser     | Max Kühnhauser           | Mychajło Charuk      |

#### Wyniki reprezentantów Polski
| Zawodnik | Götschen 14.12 | Götschen 15.12 | Monínec 19.12 | Monínec 20.12 | Ratschings 01.02 | Ratschings 02.02 | Montafon/Gargellen 09.03 | Davos 15.03 | Davos 16.03 |     | Folgaria 10.01 | Folgaria 11.01 | Bansko 21.01 | Bansko 22.01 | Simonhöhe 25.01 | Simonhöhe 26.01 | Montafon/Gargellen 08.03 |
| Zawodnik | PSL            | PSL            | PSL           | PSL           | PSL              | PSL              | PSL                      | PSL         | PSL         | PGS | PGS            | PGS            | PGS          | PGS          | PGS             | PGS             |                          |
| Andrzej Gąsienica-Daniel | –              | 26             | 33            | 25            | –                | –                | –                        | –           | 11          | 2   | –              | 19             | 22           | 11           | 28              | –               |                          |
| Marat Harasimowicz | –              | –              | 49            | 49            | –                | –                | –                        | –           | –           | –   | –              | –              | –            | –            | –               | –               |                          |
| Bartłomiej Kaciczak | –              | –              | 40            | dsq           | –                | –                | –                        | –           | –           | –   | –              | –              | –            | –            | –               | –               |                          |
| Anatol Kulpiński | 7              | 19             | 17            | 19            | 30               | 23               | –                        | 8           | 4           | 27  | 19             | 15             | 20           | dnf          | 37              | –               |                          |
| Jakub Luboński | –              | –              | –             | –             | –                | –                | –                        | 25          | dsq         | –   | –              | –              | –            | 26           | 29              | –               |                          |
| Maciej Mikołajczyk | 25             | 39             | dsq           | 15            | 33               | 36               | 34                       | 15          | 28          | dsq | 18             | –              | –            | –            | –               | 31              |                          |
| Michał Nowaczyk | –              | –              | –             | –             | –                | –                | –                        | –           | –           | –   | –              | –              | –            | –            | 40              | –               |                          |
| Mikołaj Rutkowski | 17             | 24             | 19            | 8             | 23               | 30               | 21                       | 12          | 27          | 33  | –              | 26             | 18           | 11           | 22              | 46              |                          |
| Michał Wilk | –              | –              | 43            | 36            | –                | –                | 27                       | –           | –           | 29  | 25             | –              | –            | 24           | 65              | 25              |                          |
| 1. 2. 3. 4. 5–8 (ćwierćfinał) 9–16 (1/8 finału) 17–30 (kwalifikacje) poniżej 30 Kwalifikacje: dnf – Zawodnik nie ukończył przejazdu dns – Zawodnik nie wystartował (pomimo zgłoszenia) dsq – Zawodnik został zdyskwalifikowany |                |                |               |               |                  |                  |                          |             |             |     |                |                |              |              |                 |                 |                          |

#### Kobiety
| Lp. | Data             | Miejscowość        | Konkurencja | 1. miejsce           | 2. miejsce           | 3. miejsce           |
| --- | ---------------- | ------------------ | ----------- | -------------------- | -------------------- | -------------------- |
| 1.  | 14 grudnia 2024  | Götschen           | PSL         | Miriam Weis          | Xenia von Siebenthal | Larissa Gasser       |
| 2.  | 15 grudnia 2024  | Götschen           | PSL         | Xenia von Siebenthal | Pia Schöffmann       | Sofia Valle          |
| 3.  | 19 grudnia 2024  | Monínec            | PSL         | Marie Gams           | Laila Ursina Bätschi | Xenia von Siebenthal |
| 4.  | 20 grudnia 2024  | Monínec            | PSL         | Xenia von Siebenthal | Zoe Jansing          | Laila Ursina Bätschi |
| 5.  | 10 stycznia 2025 | Folgaria           | PGS         | Sofia Valle          | Miriam Weis          | Ricarda Hauser       |
| 6.  | 11 stycznia 2025 | Folgaria           | PGS         | Xenia von Siebenthal | Zoe Jansing          | Miriam Weis          |
| 7.  | 21 stycznia 2025 | Bansko             | PGS         | Aurélie Moisan       | Malena Zamfirowa     | Nadija Hapatyn       |
| 8.  | 22 stycznia 2025 | Bansko             | PGS         | Zuzana Maděrová      | Larissa Gasser       | Malena Zamfirowa     |
| 9.  | 25 stycznia 2025 | Simonhöhe          | PGS         | Miriam Weis          | Mathilda Scheid      | Zoe Jansing          |
| 10. | 26 stycznia 2025 | Simonhöhe          | PGS         | Zuzana Maděrová      | Iris Pflum           | Sofia Valle          |
| 11. | 1 lutego 2025    | Ratschings         | PSL         | Hannah Gunkel        | Fabiana Fachin       | Martina Ankele       |
| 12. | 2 lutego 2025    | Ratschings         | PSL         | Martina Ankele       | Cheyenne Loch        | Xenia von Siebenthal |
| 13. | 8 marca 2025     | Montafon/Gargellen | PGS         | Martina Ankele       | Aurelia Buccioni     | Zoe Jansing          |
| 14. | 9 marca 2025     | Montafon/Gargellen | PSL         | Michelle Dekker      | Martina Ankele       | Jessica Keiser       |
| 15. | 15 marca 2025    | Davos              | PSL         | Xenia von Siebenthal | Annamari Dancza      | Miriam Weis          |
| 16. | 16 marca 2025    | Davos              | PSL         | Xenia von Siebenthal | Nadija Hapatyn       | Annamari Dancza      |

#### Wyniki reprezentantek Polski
| Zawodniczka | Götschen 14.12 | Götschen 15.12 | Monínec 19.12 | Monínec 20.12 | Ratschings 01.02 | Ratschings 02.02 | Montafon/Gargellen 09.03 | Davos 15.03 | Davos 16.03 |     | Folgaria 10.01 | Folgaria 11.01 | Bansko 21.01 | Bansko 22.01 | Simonhöhe 25.01 | Simonhöhe 26.01 | Montafon/Gargellen 08.03 |
| Zawodniczka | PSL            | PSL            | PSL           | PSL           | PSL              | PSL              | PSL                      | PSL         | PSL         | PGS | PGS            | PGS            | PGS          | PGS          | PGS             | PGS             |                          |
| Weronika Dawidek | –              | 20             | 12            | 11            | –                | –                | –                        | –           | 4           | 12  | –              | 22             | dsq          | 8            | 24              | –               |                          |
| Olga Kaciczak | 12             | 26             | 20            | 15            | 29               | dns              | –                        | 29          | 18          | dsq | 17             | –              | –            | 24           | 37              | –               |                          |
| Olimpia Kwiatkowska | –              | –              | –             | –             | –                | –                | –                        | –           | –           | –   | –              | –              | –            | –            | 22              | –               |                          |
| Nadia Piwowarczyk | –              | –              | 43            | dsq           | –                | –                | –                        | –           | –           | –   | –              | –              | –            | –            | –               | –               |                          |
| Natasza Piwowarczyk | –              | –              | 32            | 28            | –                | –                | –                        | 25          | 29          | –   | –              | –              | –            | –            | –               | –               |                          |
| Karolina Półtorak | –              | –              | 27            | 25            | –                | –                | –                        | 21          | 16          | –   | –              | –              | –            | –            | –               | –               |                          |
| Natalia Stokłosa | 18             | 29             | 37            | 26            | –                | –                | 36                       | –           | –           | –   | –              | –              | –            | 29           | 46              | 29              |                          |
| Sonia Zapała | 25             | 35             | 33            | 24            | 21               | 22               | –                        | 28          | 30          | 19  | 22             | –              | –            | 35           | 43              | –               |                          |
| 1. 2. 3. 4. 5–8 (ćwierćfinał) 9–16 (1/8 finału) 17–30 (kwalifikacje) poniżej 30 Kwalifikacje: dnf – Zawodniczka nie ukończyła przejazdu dns – Zawodniczka nie wystartowała (pomimo zgłoszenia) dsq – Zawodniczka została zdyskwalifikowana |                |                |               |               |                  |                  |                          |             |             |     |                |                |              |              |                 |                 |                          |

#### Klasyfikacje
| Lp. | Zawodnik        | Punkty |
| --- | --------------- | ------ |
| 1.  | Tommy Rabanser  | 909    |
| 2.  | Max Kühnhauser  | 636    |
| 3.  | Julian Treffler | 562    |
| 4.  | Joachim Gravogl | 424    |
| 5.  | Samuel Vojtasek | 412    |
| 6.  | Werner Pietsch  | 350    |
| 7.  | Mychajło Charuk | 330    |
| 8.  | Kaijo Taniguchi | 330    |
| 9.  | Arnaud Gaudet   | 328    |
| 10. | Mike Santuari   | 301    |

| Lp. | Zawodniczka           | Punkty |
| --- | --------------------- | ------ |
| 1.  | Xenia von Siebenthal  | 1000   |
| 2.  | Miriam Weis           | 675    |
| 3.  | Sofia Valle           | 590    |
| 4.  | Zoe Jansing           | 580    |
| 5.  | Laila Ursina Bätschi  | 462    |
| 6.  | Hannah Gunkel         | 405    |
| 7.  | Martina Ankele        | 376    |
| 8.  | Pia Schöffmann        | 376    |
| 9.  | Jessica Pichelkastner | 365    |
| 10. | Mathilda Scheid       | 359    |

### Snowboardcross(SBX)

#### Mężczyźni
| Lp. | Data              | Miejscowość          | Konkurencja | 1. miejsce      | 2. miejsce            | 3. miejsce        |
| --- | ----------------- | -------------------- | ----------- | --------------- | --------------------- | ----------------- |
| 1.  | 27 listopada 2024 | Pitztal              | SBX         | Loan Bozzolo    | Merlin Surget         | Léo Le Blé Jaques |
|     | 28 listopada 2024 | Pitztal              | SBX         | Odwołano        | Odwołano              | Odwołano          |
|     | 11 stycznia 2025  | Montafon             | SBX         | Odwołano        | Odwołano              | Odwołano          |
|     | 12 stycznia 2025  | Montafon             | SBX         | Odwołano        | Odwołano              | Odwołano          |
| 2.  | 23 stycznia 2025  | Puy-Saint-Vincent    | SBX         | Filippo Ferrari | Declan Dent           | Jonas Chollet     |
| 3.  | 24 stycznia 2025  | Puy-Saint-Vincent    | SBX         | Filippo Ferrari | Jonas Chollet         | Titouan Cottret   |
| 4.  | 31 stycznia 2025  | Saint-Lary-Soulan    | SBX         | Daan Stam       | Filippo Ferrari       | Declan Dent       |
|     | 1 lutego 2025     | Saint-Lary-Soulan    | SBX         | Odwołano        | Odwołano              | Odwołano          |
| 5.  | 8 lutego 2025     | Reiteralm            | SBX         | Jonas Chollet   | Titouan Cottret       | Filippo Ferrari   |
| 6.  | 9 lutego 2025     | Reiteralm            | SBX         | Huw Nightingale | Jonas Chollet         | Niccolò Colturi   |
|     | 22 lutego 2025    | Grasgehren           | SBX         | Odwołano        | Odwołano              | Odwołano          |
|     | 23 lutego 2025    | Grasgehren           | SBX         | Odwołano        | Odwołano              | Odwołano          |
| 7.  | 27 lutego 2025    | Passo San Pellegrino | SBX         | Kota Sakurai    | Cameron Turner        | Luca Abbati       |
| 8.  | 28 lutego 2025    | Passo San Pellegrino | SBX         | Jonas Chollet   | Filippo Ferrari       | Daan Stam         |
| 9.  | 13 marca 2025     | Lenk                 | SBX         | Julius Reichle  | Laurin Furrer         | Nils King         |
| 10. | 14 marca 2025     | Lenk                 | SBX         | Jonas Chollet   | James Savard-Ferguson | Julius Reichle    |
| 11. | 29 marca 2025     | Orcières             | SBX         | Achille Leleu   | Quentin Sodogas       | Niccolò Colturi   |
| 12. | 30 marca 2025     | Orcières             | SBX         | David Pickl     | Guillaume Herpin      | Kenta Kirchwehm   |

#### Kobiety
| Lp. | Data              | Miejscowość          | Konkurencja | 1. miejsce                      | 2. miejsce         | 3. miejsce        |
| --- | ----------------- | -------------------- | ----------- | ------------------------------- | ------------------ | ----------------- |
| 1.  | 27 listopada 2024 | Pitztal              | SBX         | Julia Pereira de Sousa Mabileau | Josie Baff         | Léa Casta         |
|     | 28 listopada 2024 | Pitztal              | SBX         | Odwołano                        | Odwołano           | Odwołano          |
|     | 11 stycznia 2025  | Montafon             | SBX         | Odwołano                        | Odwołano           | Odwołano          |
|     | 12 stycznia 2025  | Montafon             | SBX         | Odwołano                        | Odwołano           | Odwołano          |
| 2.  | 23 stycznia 2025  | Puy-Saint-Vincent    | SBX         | Charlotte Bankes                | Lyse Lainé         | Margaux Herpin    |
| 3.  | 24 stycznia 2025  | Puy-Saint-Vincent    | SBX         | Anaïs Jouffroy                  | Abbey Wilson       | Sofia Belingheri  |
| 4.  | 31 stycznia 2025  | Saint-Lary-Soulan    | SBX         | Margaux Herpin                  | Sofia Groblechner  | Lyse Lainé        |
|     | 1 lutego 2025     | Saint-Lary-Soulan    | SBX         | Odwołano                        | Odwołano           | Odwołano          |
| 5.  | 8 lutego 2025     | Reiteralm            | SBX         | Félicie Leicht                  | Luana Bianchi      | Margaux Herpin    |
| 6.  | 9 lutego 2025     | Reiteralm            | SBX         | Félicie Leicht                  | Margaux Herpin     | Luana Bianchi     |
|     | 22 lutego 2025    | Grasgehren           | SBX         | Odwołano                        | Odwołano           | Odwołano          |
|     | 23 lutego 2025    | Grasgehren           | SBX         | Odwołano                        | Odwołano           | Odwołano          |
| 7.  | 27 lutego 2025    | Passo San Pellegrino | SBX         | Sofia Groblechner               | Anaïs Jouffroy     | Abbey Wilson      |
| 8.  | 28 lutego 2025    | Passo San Pellegrino | SBX         | Nuria Gubser                    | Luana Bianchi      | Sofia Belingheri  |
| 9.  | 13 marca 2025     | Lenk                 | SBX         | Félicie Leicht                  | Lyse Lainé         | Tanja Kobald      |
| 10. | 14 marca 2025     | Lenk                 | SBX         | Lyse Lainé                      | Félicie Leicht     | Sofia Groblechner |
| 11. | 29 marca 2025     | Orcières             | SBX         | Sofia Groblechner               | Fiona Caiolo Serra | Félicie Leicht    |
| 12. | 30 marca 2025     | Orcières             | SBX         | Sofia Groblechner               | Zoé Colombier      | Tanja Kobald      |

#### Klasyfikacje
| Lp. | Zawodnik        | Punkty |
| --- | --------------- | ------ |
| 1.  | Filippo Ferrari | 602    |
| 2.  | Jonas Chollet   | 598    |
| 3.  | Julius Reichle  | 411    |
| 4.  | Laurin Furrer   | 303    |
| 5.  | Daan Stam       | 286    |
| 6.  | Julian Furrer   | 279    |
| 7.  | Nils King       | 262    |
| 8.  | Luca Abbati     | 256    |
| 9.  | Titouan Cottret | 254    |
| 10. | Cameron Turner  | 251    |

| Lp. | Zawodniczka       | Punkty |
| --- | ----------------- | ------ |
| 1.  | Félicie Leicht    | 693    |
| 2.  | Sofia Groblechner | 591    |
| 3.  | Lyse Lainé        | 568    |
| 4.  | Anaïs Jouffroy    | 462    |
| 5.  | Luana Bianchi     | 450    |
| 6.  | Caterina Carpano  | 411    |
| 7.  | Sofia Belingheri  | 379    |
| 8.  | Tanja Kobald      | 358    |
| 9.  | Margaux Herpin    | 338    |
| 10. | Abbey Wilson      | 328    |

### Freestyle(SS/BA/HP/RE)

#### Mężczyźni
Zawody klasy premium (dodatkowo punktowane)
| Lp  | Data             | Miejscowość               | Konkurencja | 1. miejsce             | 2. miejsce             | 3. miejsce            |
| --- | ---------------- | ------------------------- | ----------- | ---------------------- | ---------------------- | --------------------- |
| 1.  | 7 grudnia 2024   | Haga                      | RE          | Leon Gütl              | Casper Holtzapfel      | Joewen Frijns         |
| 2.  | 5 stycznia 2025  | Font-Romeu                | SS          | Julien Merken          | Ville Jukola           | Charlie Lane          |
| 3.  | 11 stycznia 2025 | Prato Nevoso              | SS          | Niklas Huber           | Martin Józsa           | Elias Lionel Lehner   |
| 4.  | 15 stycznia 2025 | Seiser Alm                | SS          | Julien Merken          | Nicola Liviero         | Joshua Robertson-Hahn |
|     | 31 stycznia 2025 | Deštné v Orlických horách | SS          | Odwołano               | Odwołano               | Odwołano              |
|     | 9 lutego 2025    | Munakas                   | BA          | Odwołano               | Odwołano               | Odwołano              |
| 5.  | 13 lutego 2025   | Davos                     | RE          | Dmytro Łuczkin         | Elias Lionel Lehner    | Zephyr Lovelock       |
|     | 14 lutego 2025   | Davos                     | BA          | Odwołano               | Odwołano               | Odwołano              |
| 6.  | 23 lutego 2025   | Kotelnica Białczańska     | BA          | Elias Lionel Lehner    | Nicolas Schütz         | Patrick Hofmann       |
|     | 1 marca 2025     | Donovaly                  | BA          | Odwołano               | Odwołano               | Odwołano              |
| 7.  | 5 marca 2025     | Prato Nevoso              | BA          | Ville Jukola           | Jonas Junker           | Till Strohmeyer       |
| 8.  | 7 marca 2025     | Szczyrk                   | RE          | Thom Wijnstra          | Casper Holtzapfel      | Joewen Frijns         |
| 9.  | 11 marca 2025    | Laax                      | SS          | Ian Matteoli           | Julien Merken          | Reef Matt Hasler      |
| 10. | 15 marca 2025    | Laax                      | HP          | Patrick Burgener       | Campbell Melville Ives | Koyata Kikuchihara    |
| 11. | 21 marca 2025    | St. Anton am Arlberg      | BA          | Tom Venderotte         | Noé Petit              | Gregorio Marchelli    |
|     | 23 marca 2025    | Witosza                   | RE          | Odwołano               | Odwołano               | Odwołano              |
| 12. | 31 marca 2025    | Kitzsteinhorn             | HP          | Augustinho Teixeira    | Christoph Lechner      | Mischa Zürcher        |
| 13. | 1 kwietnia 2025  | Kitzsteinhorn             | BA          | Kira Kimura            | Yuto Kimura            | Kaito Ichinose        |
| 14. | 2 kwietnia 2025  | Kitzsteinhorn             | RE          | Dmytro Łuczkin         | Leo Framarin           | Gregorio Marchelli    |
|     | 5 kwietnia 2025  | Kitzsteinhorn             | BA          | Odwołano               | Odwołano               | Odwołano              |
| 15. | 8 kwietnia 2025  | Corvatsch                 | HP          | Campbell Melville Ives | Christoph Lechner      | Lee Ji-o              |
| 16. | 10 kwietnia 2025 | Corvatsch                 | SS          | Yuto Kimura            | Jake Canter            | Yuto Miyamura         |
| 17. | 12 kwietnia 2025 | Corvatsch                 | BA          | Rocco Jamieson         | Kira Kimura            | Mark McMorris         |

#### Wyniki reprezentantów Polski
| Zawodnik | Haga 07.12 | Font-Romeu 05.01 | Prato Nevoso 11.01 | Seiser Alm 15.01 | Davos 13.02 | Kotelnica Białczańska 23.02 | Prato Nevoso 05.03 | Szczyrk 07.03 | Laax 11.03 | Laax 15.03 | St. Anton am Arlberg 21.03 | Kitzsteinhorn 31.03 | Kitzsteinhorn 01.04 | Kitzsteinhorn 02.04 | Corvatsch 08.04 | Corvatsch 10.04 | Corvatsch 12.04 |
| Zawodnik | RE         | SS               | SS                 | SS               | RE          | BA                          | BA                 | RE            | SS         | HP         | BA                         | HP                  | BA                  | RE                  | HP              | SS              | BA              |
| Jan Golinczak | –          | –                | –                  | –                | 27          | 9                           | –                  | 15            | –          | –          | 28                         | –                   | 35                  | –                   | –               | 54              | 62              |
| Jan Jaromin | –          | –                | –                  | –                | –           | 16                          | –                  | –             | –          | –          | 27                         | –                   | –                   | 18                  | –               | –               | –               |
| Wiktor Kozarski | –          | –                | –                  | –                | –           | 15                          | –                  | 8             | –          | –          | –                          | –                   | –                   | –                   | –               | –               | –               |
| Patryk Łojek | –          | –                | –                  | –                | –           | –                           | –                  | 6             | –          | –          | –                          | –                   | –                   | –                   | –               | –               | –               |
| Maciej Mróz | –          | –                | –                  | –                | –           | –                           | –                  | 9             | –          | –          | –                          | –                   | –                   | –                   | –               | –               | –               |
| Krzysztof Owczarek | –          | –                | –                  | –                | –           | 4                           | –                  | 12            | –          | –          | 39                         | –                   | 58                  | 5                   | –               | 39              | 53              |
| Tymoteusz Różak | –          | –                | –                  | –                | –           | 18                          | –                  | 19            | –          | –          | 45                         | –                   | 51                  | 33                  | –               | –               | –               |
| Daniel Skupień | –          | –                | –                  | –                | –           | 17                          | –                  | 18            | –          | –          | 43                         | –                   | 48                  | 49                  | –               | –               | –               |
| Valeriy Sytykh | –          | –                | –                  | –                | –           | 13                          | –                  | –             | –          | –          | –                          | –                   | –                   | –                   | –               | –               | –               |
| Tymoteusz Szot | –          | –                | –                  | –                | –           | –                           | –                  | 16            | –          | –          | –                          | –                   | –                   | –                   | –               | –               | –               |
| Igor Truszkowski | –          | –                | –                  | –                | –           | 11                          | –                  | 13            | –          | –          | –                          | –                   | –                   | –                   | –               | –               | –               |
| 1-3 4-30 poniżej 30 dnf – Zawodnik nie ukończył przejazdu dns – Zawodnik nie wystartował (pomimo zgłoszenia) dsq – Zawodnik został zdyskwalifikowany |            |                  |                    |                  |             |                             |                    |               |            |            |                            |                     |                     |                     |                 |                 |                 |

#### Kobiety
Zawody klasy premium (dodatkowo punktowane)
| Lp  | Data             | Miejscowość               | Konkurencja | 1. miejsce         | 2. miejsce          | 3. miejsce          |
| --- | ---------------- | ------------------------- | ----------- | ------------------ | ------------------- | ------------------- |
| 1.  | 7 grudnia 2024   | Haga                      | RE          | Telma Särkipaju    | Meila Stalker       | Mia Langridge       |
| 2.  | 5 stycznia 2025  | Font-Romeu                | SS          | Sky Remans         | Paige Jones         | Emily Rothney       |
| 3.  | 11 stycznia 2025 | Prato Nevoso              | SS          | Emily Rothney      | Sky Remans          | Lena Müller         |
| 4.  | 15 stycznia 2025 | Seiser Alm                | SS          | Sam van Lieshout   | Lena Müller         | Kristina Holzfeind  |
|     | 31 stycznia 2025 | Deštné v Orlických horách | SS          | Odwołano           | Odwołano            | Odwołano            |
|     | 9 lutego 2025    | Munakas                   | BA          | Odwołano           | Odwołano            | Odwołano            |
| 5.  | 13 lutego 2025   | Davos                     | RE          | Heli Bockhorni     | Anne-Sophie Lechon  | Yugala Perach       |
|     | 14 lutego 2025   | Davos                     | BA          | Odwołano           | Odwołano            | Odwołano            |
| 6.  | 23 lutego 2025   | Kotelnica Białczańska     | BA          | Sky Remans         | Andrina Salis       | Yuna Scheidegger    |
|     | 1 marca 2025     | Donovaly                  | BA          | Odwołano           | Odwołano            | Odwołano            |
| 7.  | 5 marca 2025     | Prato Nevoso              | BA          | Yuna Scheidegger   | Sky Remans          | Evy Poppe           |
| 8.  | 7 marca 2025     | Szczyrk                   | RE          | Anne-Sophie Lechon | Tinkara Tanja Valcl | Martyna Maciejewska |
| 9.  | 11 marca 2025    | Laax                      | SS          | Yuna Scheidegger   | Yugala Perach       | Tova Nejne          |
| 10. | 15 marca 2025    | Laax                      | HP          | Zhou Yizhu         | Anne Hedrich        | Isabelle Lötscher   |
| 11. | 21 marca 2025    | St. Anton am Arlberg      | BA          | Matilde Pizzutto   | Yuna Scheidegger    | Lena Müller         |
|     | 23 marca 2025    | Witosza                   | RE          | Odwołano           | Odwołano            | Odwołano            |
| 12. | 31 marca 2025    | Kitzsteinhorn             | HP          | Anne Hedrich       | Rochelle Weinberg   | Lura Wick           |
| 13. | 1 kwietnia 2025  | Kitzsteinhorn             | BA          | Marilù Poluzzi     | Yuna Scheidegger    | Alessia Vergani     |
| 14. | 2 kwietnia 2025  | Kitzsteinhorn             | RE          | Lena Müller        | Meije Herry         | Marie Kuhlmann      |
|     | 5 kwietnia 2025  | Kitzsteinhorn             | BA          | Odwołano           | Odwołano            | Odwołano            |
| 15. | 8 kwietnia 2025  | Corvatsch                 | HP          | Zhou Yizhu         | Lura Wick           | Soha Janett         |
| 16. | 10 kwietnia 2025 | Corvatsch                 | SS          | Melissa Peperkamp  | Momo Suzuki         | Zhang Xiaonan       |
| 17. | 12 kwietnia 2025 | Corvatsch                 | BA          | Melissa Peperkamp  | Momo Suzuki         | Emily Rothney       |

#### Wyniki reprezentantek Polski
| Zawodniczka | Haga 07.12 | Font-Romeu 05.01 | Prato Nevoso 11.01 | Seiser Alm 15.01 | Davos 13.02 | Kotelnica Białczańska 23.02 | Prato Nevoso 05.03 | Szczyrk 07.03 | Laax 11.03 | Laax 15.03 | St. Anton am Arlberg 21.03 | Kitzsteinhorn 31.03 | Kitzsteinhorn 01.04 | Kitzsteinhorn 02.04 | Corvatsch 08.04 | Corvatsch 10.04 | Corvatsch 12.04 |
| Zawodniczka | RE         | SS               | SS                 | SS               | RE          | BA                          | BA                 | RE            | SS         | HP         | BA                         | HP                  | BA                  | RE                  | HP              | SS              | BA              |
| Marta Jaromin | –          | –                | –                  | –                | –           | –                           | –                  | 5             | –          | –          | –                          | –                   | –                   | –                   | –               | –               | –               |
| Martyna Maciejewska | –          | –                | –                  | –                | –           | –                           | –                  | 3             | –          | –          | –                          | –                   | –                   | –                   | –               | –               | –               |
| Susie Maksym | –          | –                | –                  | –                | –           | 6                           | –                  | –             | –          | –          | 10                         | –                   | 7                   | 7                   | –               | dns             | 14              |
| Justyna Strojek | –          | –                | –                  | –                | –           | –                           | –                  | 4             | –          | –          | –                          | –                   | –                   | –                   | –               | –               | –               |
| Weronika Xięska | –          | –                | –                  | –                | –           | –                           | –                  | 6             | –          | –          | –                          | –                   | –                   | –                   | –               | –               | –               |
| 1-3 4-30 poniżej 30 dnf – Zawodniczka nie ukończyła przejazdu dns – Zawodniczka nie wystartowała (pomimo zgłoszenia) dsq – Zawodniczka została zdyskwalifikowana |            |                  |                    |                  |             |                             |                    |               |            |            |                            |                     |                     |                     |                 |                 |                 |

#### Klasyfikacje
| Lp. | Zawodnik            | Punkty |
| --- | ------------------- | ------ |
| 1.  | Julien Merken       | 457,5  |
| 2.  | Ville Jukola        | 412    |
| 3.  | Yuto Kimura         | 305    |
| 4.  | Kira Kimura         | 250    |
| 5.  | Elias Lionel Lehner | 218    |
| 6.  | Rocco Jamieson      | 198    |
| 7.  | Dmytro Łuczkin      | 186    |
| 8.  | Nicolas Schütz      | 185,5  |
| 9.  | Tom Venderotte      | 168,5  |
| 10. | Reef Matt Hasler    | 159    |

| Lp. | Zawodnik         | Punkty |
| --- | ---------------- | ------ |
| 1.  | Julien Merken    | 392,5  |
| 2.  | Ville Jukola     | 244,5  |
| 3.  | Yuto Kimura      | 150    |
| 3.  | Ian Matteoli     | 150    |
| 5.  | Charlie Lane     | 149,5  |
| 6.  | Moritz Breu      | 135    |
| 7.  | Reef Matt Hasler | 125    |
| 8.  | Sindre Tveiten   | 121    |
| 9.  | Jake Canter      | 120    |
| 10. | Martin Józsa     | 111,5  |

| Lp. | Zawodnik            | Punkty |
| --- | ------------------- | ------ |
| 1.  | Kira Kimura         | 220    |
| 2.  | Ville Jukola        | 203,5  |
| 3.  | Nicolas Schütz      | 198    |
| 4.  | Yuto Kimura         | 155    |
| 5.  | Rocco Jamieson      | 150    |
| 6.  | Elias Lionel Lehner | 147    |
| 7.  | Noé Petit           | 116    |
| 8.  | Patrick Hofmann     | 112    |
| 9.  | Tom Venderotte      | 103    |
| 10. | Jonas Junker        | 103    |

| Lp. | Zawodnik               | Punkty |
| --- | ---------------------- | ------ |
| 1.  | Campbell Melville Ives | 220    |
| 2.  | Christoph Lechner      | 220    |
| 3.  | Patrick Burgener       | 150    |
| 4.  | Gian Andrin Biele      | 148    |
| 5.  | Mischa Zürcher         | 146    |
| 6.  | Augustinho Teixeira    | 130    |
| 7.  | Leonardo Saraiva       | 117    |
| 8.  | Lee Su-o               | 111    |
| 9.  | Koyata Kikuchihara     | 90     |
| 10. | Taitten Cowan          | 73     |

| Lp. | Zawodnik            | Punkty |
| --- | ------------------- | ------ |
| 1.  | Casper Holtzapfel   | 210    |
| 2.  | Dmytro Łuczkin      | 200    |
| 3.  | Joewen Frijns       | 191    |
| 4.  | Thom Wijnstra       | 145    |
| 5.  | Thom Vogel          | 107    |
| 6.  | Leon Gütl           | 100    |
| 7.  | Elias Lionel Lehner | 80     |
| 8.  | Leo Framarin        | 80     |
| 9.  | Motiejus Morauskas  | 77     |
| 10. | Krzysztof Owczarek  | 67     |

| Lp. | Zawodniczka       | Punkty |
| --- | ----------------- | ------ |
| 1.  | Sky Remans        | 473    |
| 2.  | Yuna Scheidegger  | 403    |
| 3.  | Emily Rothney     | 345    |
| 4.  | Melissa Peperkamp | 300    |
| 5.  | Lena Müller       | 267,5  |
| 6.  | Sam van Lieshout  | 241,5  |
| 7.  | Ava Beer          | 241,5  |
| 8.  | Momo Suzuki       | 240    |
| 9.  | Marilù Poluzzi    | 235    |
| 10. | Alessia Vergani   | 222,5  |

| Lp. | Zawodniczka       | Punkty |
| --- | ----------------- | ------ |
| 1.  | Sky Remans        | 293    |
| 2.  | Emily Rothney     | 255    |
| 3.  | Yuna Scheidegger  | 223    |
| 4.  | Ava Beer          | 202,5  |
| 5.  | Lena Müller       | 189,5  |
| 6.  | Yugala Perach     | 164    |
| 7.  | Bettina Roll      | 157    |
| 8.  | Paige Jones       | 156    |
| 9.  | Melissa Peperkamp | 150    |
| 10. | Sam van Lieshout  | 146,5  |

| Lp. | Zawodniczka       | Punkty |
| --- | ----------------- | ------ |
| 1.  | Yuna Scheidegger  | 320    |
| 2.  | Sky Remans        | 222    |
| 3.  | Matilde Pizzutto  | 188    |
| 4.  | Marilù Poluzzi    | 160    |
| 5.  | Melissa Peperkamp | 150    |
| 6.  | Sam van Lieshout  | 140    |
| 7.  | Alessia Vergani   | 132    |
| 8.  | Andrina Salis     | 130    |
| 9.  | Susie Maksym      | 129    |
| 10. | Momo Suzuki       | 120    |

| Lp. | Zawodniczka       | Punkty |
| --- | ----------------- | ------ |
| 1.  | Anne Hedrich      | 252    |
| 2.  | Zhou Yizhu        | 250    |
| 3.  | Lura Wick         | 215    |
| 4.  | Soha Janett       | 159,5  |
| 5.  | Samuela Mondani   | 155    |
| 6.  | Rochelle Weinberg | 130    |
| 7.  | Leila Viererbe    | 109,5  |
| 8.  | Kanoe Pelfrey     | 92     |
| 9.  | Isabelle Lötscher | 90     |
| 10. | Lola Cowan        | 90     |

| Lp. | Zawodniczka         | Punkty |
| --- | ------------------- | ------ |
| 1.  | Anne-Sophie Lechon  | 180    |
| 2.  | Heli Bockhorni      | 100    |
| 2.  | Lena Müller         | 100    |
| 2.  | Telma Särkipaju     | 100    |
| 5.  | Meije Herry         | 80     |
| 5.  | Meila Stalker       | 80     |
| 5.  | Tinkara Tanja Valcl | 80     |
| 8.  | Selin Lakatha       | 68     |
| 9.  | Marie Kuhlmann      | 60     |
| 9.  | Mia Langridge       | 60     |
| 9.  | Martyna Maciejewska | 60     |
| 9.  | Yugala Perach       | 60     |